# Archiv Grünes Gedächtnis

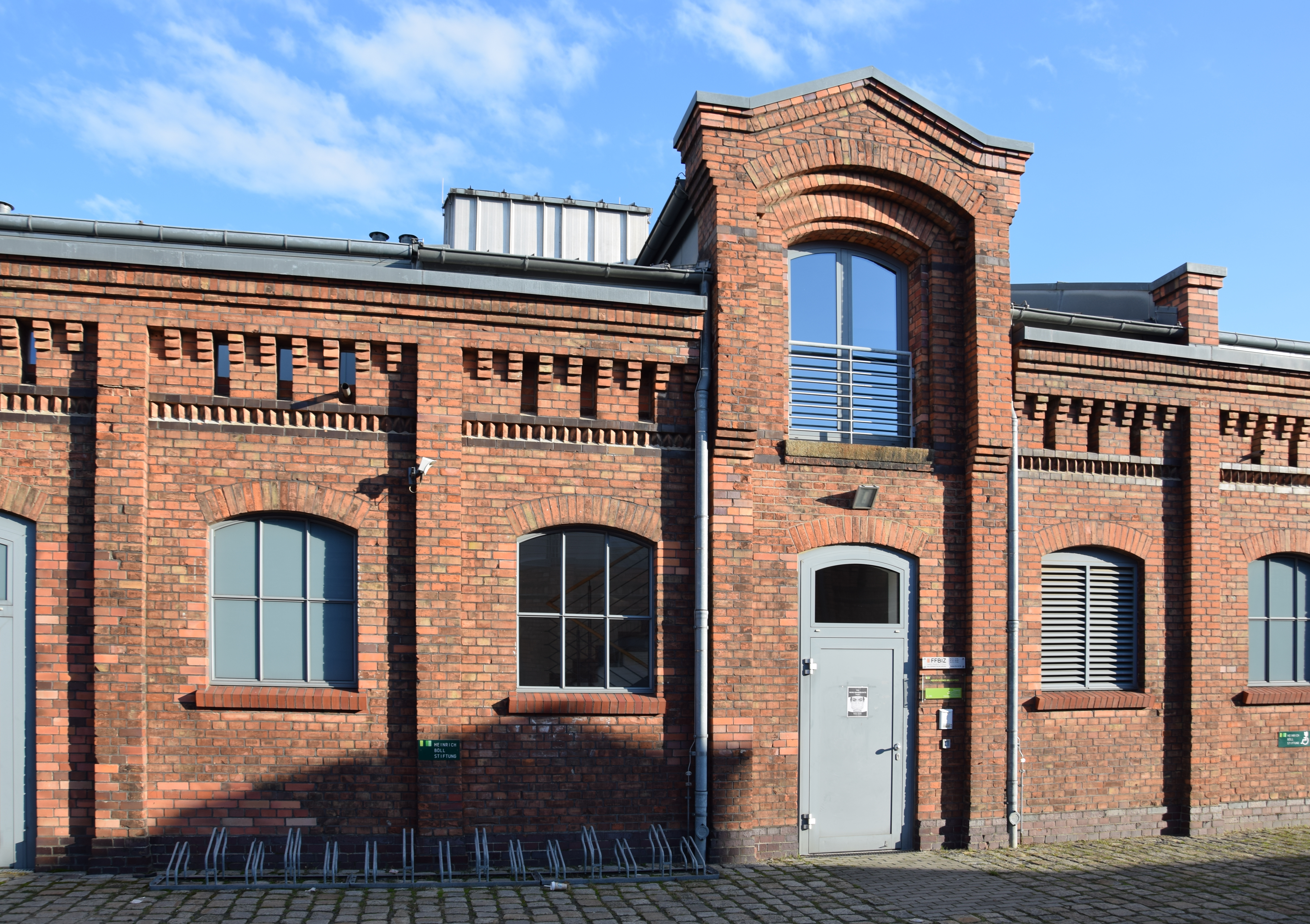
Das Gebäude im Gewerbehof Eldenaer Straße 35 in Berlin, in dem das Archiv Grünes Gedächtnis seinen Sitz hat.

Das Archiv Grünes Gedächtnis ist eine Einrichtung der Heinrich-Böll-Stiftung. Es hat die Aufgabe, die Quellen zur Geschichte der Neuen Sozialen Bewegungen und der Partei Bündnis 90/Die Grünen zu sammeln, zu erschließen, zu bewahren und sie der Öffentlichkeit zugänglich zu machen.

## Die Bereiche des Archivs
Das Archiv besteht aus drei Bereichen.
Der erste Bereich ist das Archiv von Bündnis 90/Die Grünen. Es sammelt Akten der Vorstände, Geschäftsstellen und Fraktionen sowie Archivalien der Neuen Sozialen Bewegungen. Daneben bewahrt das Archiv auch persönliche Unterlagen der Akteure. Der Umfang der Archivalien beträgt ca. 5000 laufende Meter.
Der zweite Bereich ist die Bibliothek des Archivs. Sie dient der Sammlung aller Veröffentlichungen von und über Bündnis 90/Die Grünen und sammelt gleichfalls Literatur zu grünen Themen und den weiteren Sammlungsschwerpunkten des Archivs. Die Bibliothek ist eine reine Präsenzbibliothek mit derzeit ca. 23.500 Einzeltiteln. Diese können im Online-Katalog recherchiert werden.
Den dritten Bereich bilden die dokumentarischen Sammlungen, nämlich Plakate, Fotos, Ton- und Filmaufnahmen, Internetseiten, Pressemitteilungen und Artikel. Eine Datenbank ermöglicht einen differenzierten Zugriff.
Seit 2007 publiziert das Archiv unter dem Titel Grünes Gedächtnis ein Jahrbuch. In diesem werden die im Archiv erstellte wissenschaftliche Arbeiten und einzelne Bestände des Archivs vorgestellt. Die jeweiligen Jahrbücher können als Druck-Ausgabe bestellt oder als PDF-Version heruntergeladen werden.

## Beispiele für Sammlungen
Im Archiv Grünes Gedächtnis befindet sich beispielsweise der Nachlass von Rudolf Bahro oder auch der Vorlass von Hilde Schramm und Milan Horáček.

## Geschichte
Das Archiv war ursprünglich in der Nähe von Bonn untergebracht. Seit 2002 ist es auf dem alten Schlachthofgelände an der Eldenaer Straße in Berlin-Prenzlauer Berg zu finden.